# إشنونة

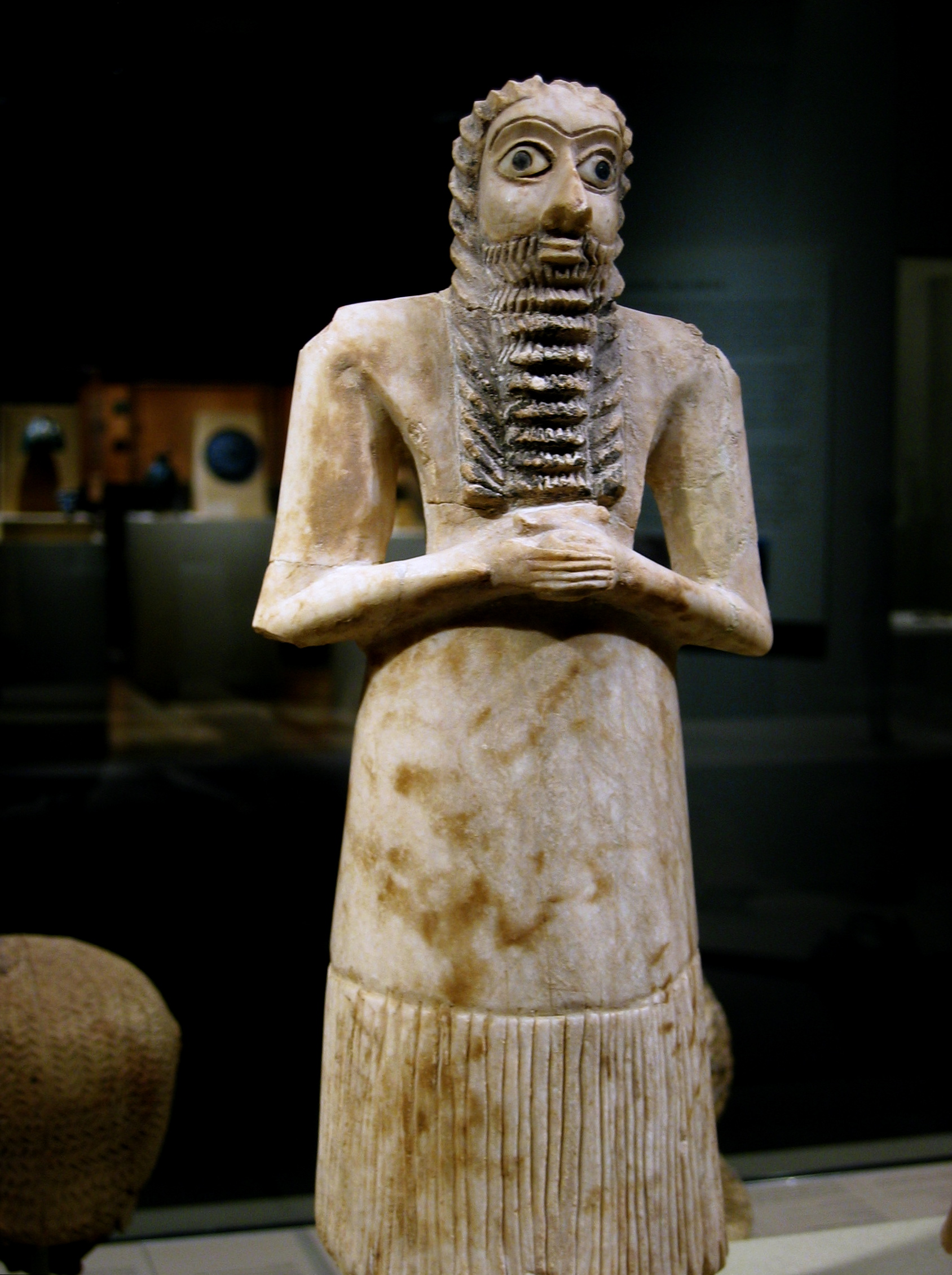
أحد تماثيل أمراء مملكة إشنونة

مملكة اشنونة Ashnuna هو الاسم القديم لتل أسمر الأثري وهي إحدى ممالك الدولة السومرية وكان مركزها في تل أسمر الواقع حاليا في محافظة ديالى شمال شرق بلاد سومر قرب مدينة بعقوبة في العراق، وعلى بعد 35كم شمال شرقي بغداد، وتاريخها يعود إلى الفترة (2028 قبل الميلاد) وشيدت بين نهري دجلة وديالى، وتحيطها سفوح جبال زغروس الشرقية، حيث كانت عاصمة لدولة تدعى واروم، وبعد زوال حكم سلالة أور الثالثة عام (2003 قبل الميلاد) تحولت إلى قوة عظمى مدة من الزمن في نهاية عصر لارسا، ثم مالبثت أن اندمجت في دولة حمورابي الذي ضمها إلى دولته في عام 1761 قبل الميلاد.

## التاريخ

### العصر البرونزي المبكر
إشنونا مدينة مأهولة منذ عصر جمدة نصر، نحو 3000 قبل الميلاد، وقد كانت مدينة رائدة في عصر فجر السلالات في بلاد ما بين النهرين. ومن المعروف، وفقًا للسجلات المسمارية وأعمال التنقيب، أن المدينة احتُلت في الحقبة الأكادية رغم أن مداها كان أقل بشكل ملحوظ مما وصلت إليه في زمن أور الثالث. يعود تاريخ القصر الشمالي إلى هذه الفترة، ويظهر فيه بعض أقدم الأمثلة على هندسة تصريف مياه الصرف الصحي العامة بالإضافة إلى المراحيض في المنازل الخاصة.
كان أول حكام المدينة المعروفين سلسلة من الحكام الإقطاعيين التابعين لحكم سلالة أور الثالثة، وربما كان لإشنونا علاقات مميزة مع العائلة الملكية. فمثلًا، أظهرت شولغي سيمتوم زوجة الحاكم شولغي إخلاصًا لإلهتين مرتبطتين بسلالة الحكام في إشنونا، ومكث باباتي، عم شو سين، في إشنونا لفترة مؤقتة.
أقام إتوريا، حاكم إشنونا، معبدًا لشو سين في المدينة الأدنى الجديدة. وبعد وقت قصير من وفاة شو سين، استلم ابن إتوريا المسمى شو إيليا الحكم، وقد تخلص شو إيليا في 2026 قبل الميلاد من تقويم سلالة أور الثالثة واستبدل به تقويمًا محليًا. وتوقف أيضًا عن تسمية نفسه إنسي (حاكم) إشنونا، وأطلق على نفسه لقب لوغال (ملك)، و«محبوب الإله تشباك». يظهر ختمه الشخصي صورته مواجهًا الإله تشباك الذي يحمل عصًا وخاتمًا في يد، وفأسًا في اليد الأخرى واقفًا فوق عدوين مهزومين. أطلق حكام إشنونا الذين خلفوا شو إيليا على أنفسهم اسم وكيل إشنونا في الحكم نيابة عن تشباك، حتى أن تشباك حصل على ألقاب تقليدية ينادى بها الملوك عادًة. شكل بيلالاما تحالفًا دبلوماسيًا مع عيلام عن طريق تزويج ابنته مي كوبي لتان روهوراتير.

### العصر البرونزي المتوسط
بعد سقوط سلالة أور الثالثة، سادت فترة من الفوضى في أكاد شهدت تنافس العديد من الدويلات على السلطة. وقعت إشنونا تحت سيطرة سوبارتو لبعض الوقت. وهزمهم إشبي إيرا (وهو في عامه التاسع، نحو 2010 قبل الميلاد) القادم من مدينة إيسن جنوب بلاد ما بين النهرين، ونصّب نوراهوم ملكًا جديدًا لإشنونا. شهد عهد إيبق أدد الثاني صعود إشنونا قوةً عالمية. واستبدل إيبق أدد الثاني لقب الملك بلقب الحاكم وألّه نفسه، وأمر بأن يُسبق اسمه بالعلامة الدالة على الألوهية.
في منتصف القرن التاسع عشر قبل الميلاد، حاولت بابل بقيادة سومولائيل، وإشنونا بقيادة إيبق أدد الثاني، بسط السيطرة على الأراضي الخالية، وقد كانت حدود السيطرة بين الدويلتين مجرى مائي قرب سيبار أمنانوم (تل الدير حاليًا). عزز أبيل سين عمليات الاستحواذ على الأراضي ووسع رقعة سيطرة بابل حتى ضفاف دجلة. ولكن ملك إشنونا نارام سين تمكن من استعادة بعض هذه الأراضي. وقد نفى نارام سين شمشي أدد الأول خارج البلاد.
شن دادوشا، ملك إشنونا، هجومًا على شمشي أدد الأول، وقابله شمشي أدد بهجوم مضاد، واختتمت هذه المواجهة العسكرية بمعاهدة سلام عام 1782 قبل الميلاد. ومن ثم تعاون دادوشا مع شمشي أدد الأول في حملة عسكرية ضد قبرا.
وبعد وفاة شمشي أدد، تفككت مملكته واستعادت الممالك المحتلة استقلالها. خلع زيمري ليم، بمساعدة ملك حلب ياريم ليم، ياسماخ أدو، واستولى على عرش ماري. حاول إيبال بيئيل الثاني فرض تحالف على زيمري ليم مانحًا إشنونا اليد العليا على ماري، ولكن سرعان ما انهارت هذه العلاقات وتعاون زيمري ليم علانية مع حمورابي.
استولى إيبال بيئيل أيضًا على رابيكوم وواصل تقدمه على طول نهر سوهوم، وشن أيضًا هجومًا باتجاه الشمال، واحتل آشور وإكلاتوم وقطارة، مواصلًا حملته لاحتلال شوبات إنليل (تل ليلان حاليًا). تخلى إشمي داغان الأول عن إكلاتوم ولجأ إلى بابل.

وبحلول ذلك الوقت، أصبح الوضع الجيوسياسي معقدًا للغاية، إذ ذكر ذلك في سجل عُثر عليه في ماري في السنة السادسة من حكم زيمري ليم (على الأغلب لم تُذكر عبارة «ماري تحت حكم زيمري ليم» لأنها من المسلمات): 
«لا يوجد ملك قوي حقًا بمفرده: يتبع عشرة إلى خمسة عشر ملكًا حمورابي ملك بابل، ويتبع عدد مماثل ريم سين ملك لارسا، ويتبع عدد مماثل إيبال بيئيل ملك إشنونا، ويتبع عدد مماثل أموت بيئيل ملك قاتنة؛ ولكن يتبع عشرون ملكًا ياريم ليم ملك يمحد».
ومع ذلك، بعد أقل من ثماني سنوات، فقدت إشنونا مكانتها قوةً عظمى. شن حاكم عيلام، سيوي بالار خوباك، هجومًا على إشنونا، مدعومًا من قبل زيمري ليم وحمورابي. ومع ذلك، كان لدى السوكالماه (الحاكم) مزيد من الطموحات وغزا العديد من المدن الأخرى، وحتى ألَّب بابل ولارسا ضد بعضهما البعض. وفي نهاية المطاف، انتهت طموحات عيلام على يد تحالف بقيادة حمورابي. نهبت القوات العيلامية المنسحبة إشنونا، ونصب جيش إشنونا سيلي سين، وهو مواطن عادي كان يعمل قائدَ قسم، ملكًا على الرغم من وجود فصيل مؤيد لبابل.
تفاوض سيلي سين على معاهدة مع حمورابي وزوج إحدى بناته لملك بابل، ثم ساءت العلاقات الدبلوماسية بين إشنونا وبابل. تلقى إشمي داغان، العائد إلى العرش في إكلاتوم، مساعدة من سيلي سين بعد أن رفض حمورابي طلبه، مع أن إشمي داغان عاد لاحقًا طالبًا اللجوء إلى بابل مرة أخرى. دعم زيمري ليم، الذي أخذ حذره من حمورابي، سيلي سين في حربه ضد حمورابي.
وفي 1762 قبل الميلاد، في السنة الواحدة والثلاثين من حكم حمورابي لبابل، احتل البابليون مدينة إشنونا. واستعاد حمورابي إله آشور الأسمى الذي أُزيل عند احتلال إشنونا لمدينة آشور.
وفي السنة الثامنة والثلاثين من حكمه، زعم حمورابي أنه دمر إشنونا بفيضان.

### العصر البرونزي المتأخر
في القرن الثاني عشر قبل الميلاد، غزا الحاكم العيلامي شوتروك ناخونتي مدينة إشنونا وحمل معه إلى سوسة عددًا من التماثيل التي تعود إلى فترات مختلفة، بدءًا من العصر الأكادي وصولًا إلى العصر البابلي القديم.
بسبب وعدها بالسيطرة على طرق التجارة المربحة، فرضت إشنونا نفسها إلى حد ما بوابةً بين حضارة بلاد ما بين النهرين والحضارة العيلامية. أتاحت لها طرق التجارة إمكانية الوصول إلى العديد من السلع الغريبة النادرة والمرغوبة مثل الخيول من الشمال، والنحاس، والقصدير، والمعادن الأخرى، والأحجار الكريمة. عُثر في أحد القبور في إشنونا، على قلادة مصنوعة من الكوبال (مادة صمغية تُستخرج من الشجر) من زنجبار. عُثر أيضًا على عدد قليل من الأختام والخرز من حضارة وادي السند.

## قانون اشنونة
ولقد ذكرَ العالم الآثاري طه باقر أن قانون مملكة اشنونة الذي عثر عليهِ في تل حرمل هو أقدم القوانين التي جاءتنا من العراق القديم، وكان يعرف قانون حمورابي أو مسلة حمورابي إلى زمن قريب بأنه أقدم شريعة في تاريخ البشر، ثم بُدّل هذا الرأي بعد استكشاف أجزاء من قانون سومري يعود إلى الملك لبت عشتار فأصبح قانونُ تل حرمل هذا أقدمَ شريعة كشف عنها البحث حتى الآن الذي يسمى قانون مملكة اشنونة.